# Hämelhausen
Hämelhausen er en kommune med godt 550 indbyggere (2012), beliggende i den nordlige del af Landkreis Nienburg/Weser, i den tyske delstat Niedersachsen.

## Geografi
Hämelhausen, der er en del af Samtgemeinde Grafschaft Hoya, ligger mellem naturparkerne Wildeshauser Geest og Steinhuder Meer omkring midt mellem Bremen og Hannover.